# Буссов, Конрад

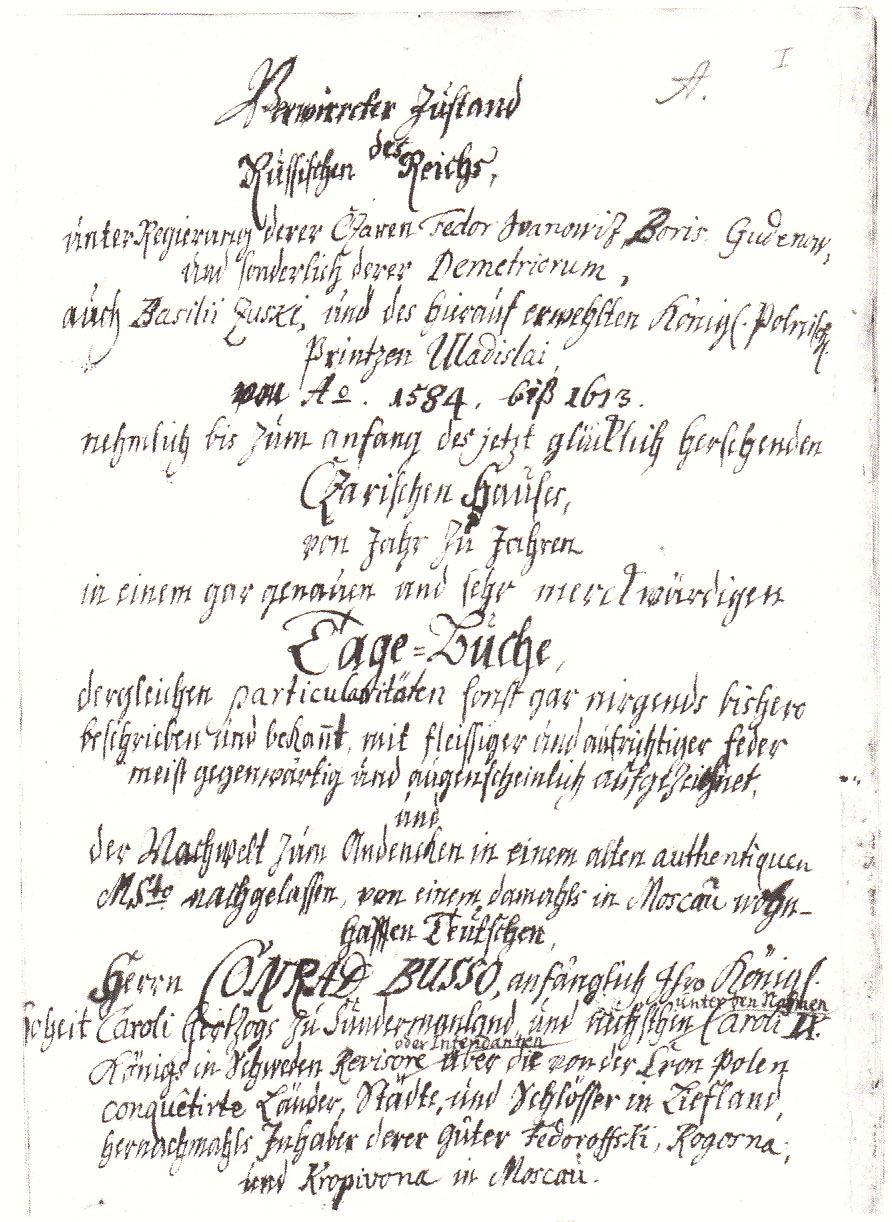
Титульная страница Chronicon Moscoviticum

Конрад Буссов (нем. Conrad Bussow; 1552 или 1553, Ильтен или Ганновер  – 1617) — немецкий наемник из Нижней Саксонии, живший в Риге в 1590-х годах и в Русском царстве в 1600–1611 годах. В 1614–1617 Буссов составил «Расстроенное состояние Московского государства» — историю очевидца Смутного времени. Ранняя рукопись его книги была заимствована Петром Петреем в его «Истории Великого Княжества Московского».

## Биография
Конрад Буссов происходил из Герцогства Брауншвейг-Люнебург (нем. Herzogtum Braunschweig-Lüneburg) и, предположительно, был потомком славян-бодричей, проживавших по соседству (для бодричей характерны такие фамилии, как Бредов, Белов, Вирхов, Густлов, Руссов, Стрелов, Торнов, Тресков и др.). Буссов получил хорошее образование и приобрёл познания в военном деле. В 1601 году он находился на службе у шведского герцога Карла (впоследствии короля Карла IX) в Лифляндии, где занимал должность интенданта в областях, завоёванных в 1600 и 1601 годах шведскими войсками в ходе войны с Речью Посполитой.
Ещё до начала этой войны Борис Годунов планировал присоединить эстляндские и лифляндские земли. Весной 1601 года Буссов вызвался сдать царю город Мариенбург, а по свидетельству шведского дипломата Петрея де Ерлезунда, ещё и Нарву. Попытка не удалась, Буссов вскоре переселился в Москву, где породнился с пастором тамошней лютеранской церкви Мартином Бером, выдав за него свою дочь.
После смерти первого Лжедмитрия Буссов, принявший его сторону, вынужден был уехать из Москвы. Он жил попеременно в Угличе, Калуге и Туле, снова в Калуге, где принял сторону второго самозванца. Вскоре после убийства Лжедмитрия ll Буссов перешёл под покровительство польского короля Сигизмунда III и вторично явился в Москву, где, по всей вероятности, служил в занявшем город польском войске.
Весной 1612 года Бусов жил в Риге, откуда вернулся в Германию и умер в 1617 году.

## Автор исторического источника
В ноябре 1613 года Буссов приехал в Ганновер. Там он написал на немецком языке, с примесью латинских пословиц и изречений, сочинение под заглавием «Chronicon Moscoviticum, continens res a morte Joannis Basilidis Tyranni, omnium quos sol post natos homines vidit immanissimi et truculentissimi, an. Christi 1584—1612». Свою рукопись он представил герцогу Фридриху-Ульриху Брауншвейг-Вольфенбюттельскому (Friedrich Ulrich von Braunschweig-Wolfenbüttel).
Буссов, как очевидец Смуты на Руси с самого её зарождения, зафиксировал много важных сведений об этой эпохе. Все виденное он с необыкновенной наблюдательностью сообщает в своей хронике и дает таким образом полную и точную картину бедствий, которые постигли Русь, терзаемую самозванцами, поляками, казаками и т. д.
Хроника вышла без обозначения имени составителя, но благодаря Петрею, пользовавшемуся ею, она долгое время приписывалось зятю Буссова, Мартину Беру. Признанный ныне автор хроники был открыт 20 лет спустя. Авторство хроники и реальный вклад редакторов в её текст исследованы недостаточно, в частности, советский историк восстания Болотникова И. И. Смирнов допускал активное участие М. Бера в её редактировании.
Среди исследователей хроники выделяется Ф. П. Аделунг, который умер, не закончив полное и точное изучение хроники Буссова. Его сын, Николай Аделунг, публикуя отцовский «Обзор», сформулировал вопрос: «Не оставил ли и Мартин Бер… особого сочинения о России? Может статься, оно отыщется со временем». Литературная история текста хроники Буссова и важнейшая составная часть этой истории — вопрос о редакциях — остаются малоизученными по сей день.

## Издания
- Конрад Буссов. Московская хроника. 1584—1613 гг. / Пер. и комм. И. И. Смирнова. — М.; Л.: Изд-во АН СССР, 1961. — 400 с.
- Конрад Буссов. Московская хроника. 1584—1613 // Хроники Смутного времени / Сост. А. А. Либермана, комм. С. Ю. Шокарева, послесл. Б. Морозова. — М.: Фонд Сергея Дубова; Рита-Принт, 1998. — С. 9—162. — (История России и Дома Романовых в мемуарах современников. XVII—XX вв.). — ISBN 5-89486-001-6.